# Bojna glava
Bojna glava je eksplozivni dio s detonatorom i sastavni je dio projektila, rakete ili torpeda. 

## Klasifikacija
Tipovi punjenja bojnih glava uključuju:
- eksploziv
  - konvencionalna
    - fragmentirajuća

  - nuklearna
- kemijska
- biološka
- kinetička

Često, kemijska i biološka bojna glava koriste i eksploziv radi bržeg širenja.

## Detonacija
Tipovi detonacije su:
- kontaktna - kada bojna glava dođe u fizički dodir s drugim tijelom
- dometna - čim bojna glava izađe iz dometa radara, lasera itd.
- daljinska - putem signala od operatera bojne glave
- vremenska - nakon određenog vremena
- amplitudna - kada dosegne određenu visinu
- kombinirana - kombinacija bilo kojih detonacija koje su gore navedene